# 豫章街道
豫章街道，是中华人民共和国江西省南昌市东湖区下辖的一个乡镇级行政单位。

## 行政区划
豫章街道下辖以下地区：
下正街社区、东濠街社区、洪城社区、经纬社区、上沙窝社区、下沙窝社区、滨江社区、爱国家委会、阳明家委会、江药社区、绿园家委会、四经路社区和新星社区。